# Hamburská univerzita
Hamburská univerzita (německy: Universität Hamburg) je veřejná výzkumná vysoká škola v německém městě Hamburk. Založena byla 28. března 1919, sloučením několika starších institucí (Allgemeines Vorlesungswesen, Hamburgisches Kolonialinstitut, Akademisches Gymnasium). Je rozčleněna na osm fakult (právní, obchodní, ekonomicko-sociální, lékařská, pedagogicko-psychologická, humanitní, matematicko-přírodní, inženýrská). K jejím institucím též patří Hamburská observatoř, Ústav Alfreda Wegenera pro polární a mořský výzkum, Evropská molekulárně-biologická laboratoř, Meteorologický ústav Maxe Plancka. Na univerzitě studuje okolo 44 tisíc studentů. K absolventům školy patří čtyři nositelé Nobelových cen (Hans Adolf Krebs, J. Hans D. Jensen, Harald zur Hausen, Klaus Hasselmann) a jeden držitel Wolfovy ceny (Shiing-Shen Chern). Další laureáti Nobelovy ceny na škole učili: Wolfgang Paul, Wolfgang Pauli a Otto Stern. K dalším známým absolventům patří němečtí kancléři Helmut Schmidt a Olaf Scholz nebo filozofové Peter Sloterdijk a Leo Strauss. Ke známým vyučujícím pak filozof Ernst Cassirer, matematik Emil Artin, matematik Johann Radon (rodák z Děčína), spisovatel Winfried Georg Sebald, biolog Jakob Johann von Uexküll, geofyzik Alfred Wegener, fyzik a filozof Carl Friedrich von Weizsäcker nebo tvůrce inteligenčního kvocientu William Stern. Podle žebříčku QS World University Rankings 2024 je Hamburská univerzita 205. nejkvalitnější vysokou školou na světě (86. v Evropě, 50. v Evropské unii).